# Franz Ackermann
Franz Ackermann (nacido en 1963 en Neumarkt-Sankt Veit) es un pintor e instalador artístico alemán establecido en Berlín. Realiza dibujos abstractos.
Asistió a la Academia de Bellas Artes de Múnich entre 1984-1988 y a la Escuela de Bellas Artes de Hamburgo entre 1989-1991, donde estudió bajo la tutela de Bernhard J. Blume. Sus estudios le llevaron a Hong Kong gracias al Servicio Alemán de Intercambio Académico (DAAD). Desde 2001 es profesor de pintura en la Academia de Arte de Karlsruhe.
Los temas de sus obras se centran en cuestiones de viaje, la globalización y la estética de las grandes áreas urbanas. Cabe destacar la serie de pinturas sobre viajes en pequeñas composiciones llamada Mapas mentales.
En 2004, Ackermann fue nominado para el Premio Hugo Boss. En 2005 recibió el "Premio de las IFM Kunst am Bau 2005" por su diseño mural con el título ‘El gran viaje’ en la estación de metro de Múnich Georg Brauchle-Ring.
Su obra se ha mostrado internacionalmente en numerosas exposiciones incluida la Bienal de Venecia de 2003, Dibujo ahora: 8 proposiciones en el Museo de Arte Moderno de Nueva York, Híbridos en el Tate de Liverpool, Sistema Mundial de Navegación en el Palacio de Tokio en París y Temporadas en el Sol en el Museo Stedelijk de Ámsterdam. Está representado por la empresa Gavin Brown en Nueva York, la Galería Meyer Riegger en Karlsruhe, Galería Fortes Vilaça en São Paulo y Gio Marconi de Milán.
Muchas de sus obras se encuentran en la colección del Museo de Arte Moderno de Nueva York.